# 爽浪

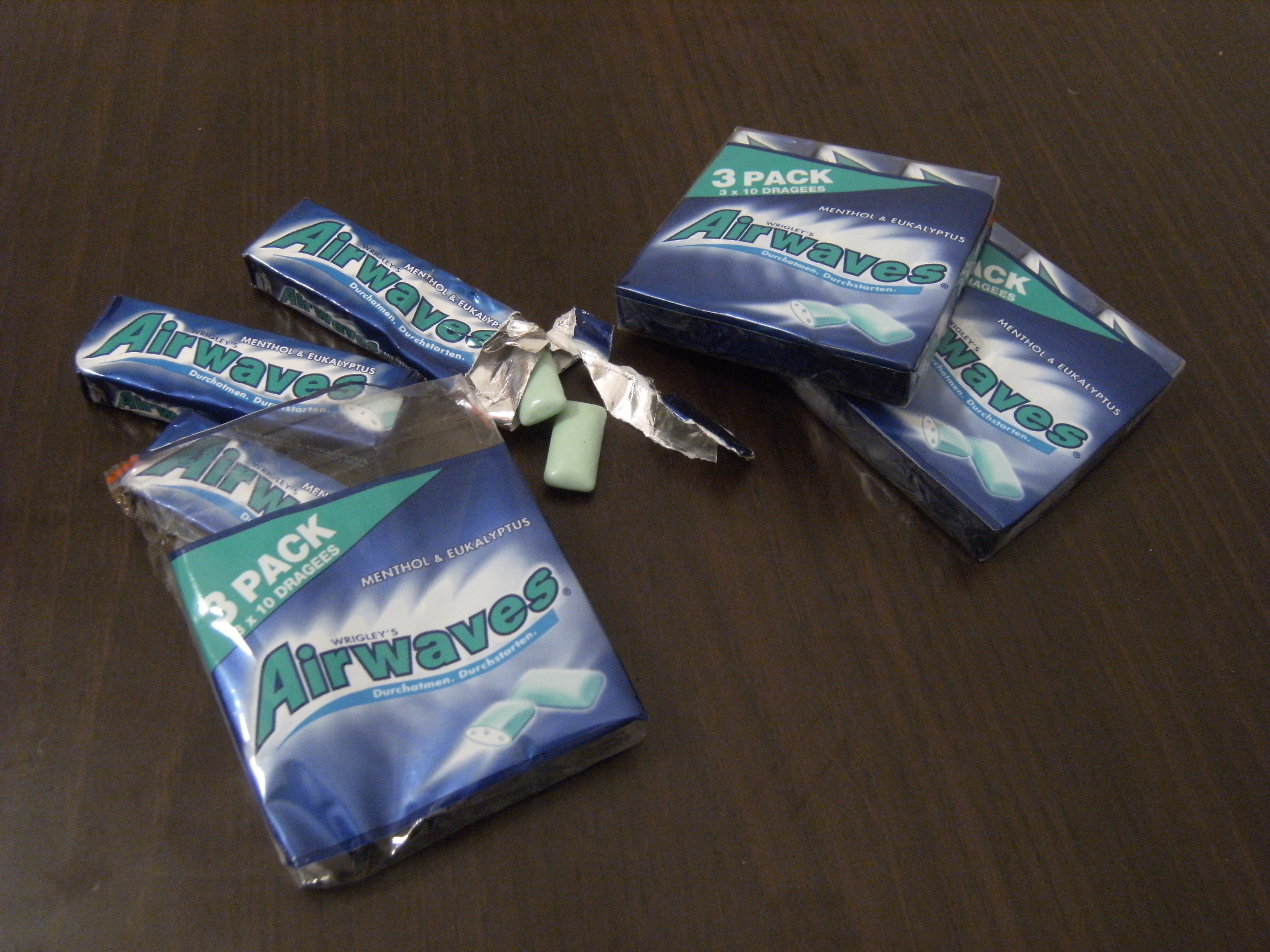
劲浪口香糖

劲浪（在香港和臺灣的英文名為，中國及越南版為，而臺灣是直接用其英文作稱呼，沒有任何中文名稱），是箭牌公司（Wm. Wrigley Jr. Company）其中一種口香糖的產品，主要銷售於歐洲、香港、臺灣、中國等等東亞國家。爽浪在香港及臺灣的包裝上都是以英文名字Airwaves作封面。爽浪分為香口珠和糖衣狀兩種產品。香口珠以瓶裝、條裝或袋裝出售；糖衣狀的則以直筒裝出售，跟普通糖果的外形相似，口味也沒有香口珠那樣的濃烈。而爽浪的口味與喉糖的味道設定為差不多，但味道則較濃烈，味道會隨口腔傳上鼻腔，帶給清新的味道，但由於味道濃烈，未必所有人都能接受。

## 成份
爽浪的濃烈味道是因為成份含有桉樹和薄荷腦在香口膠內。桉樹和薄荷腦的組合是廣泛應用於藥用糖果來消除普通感冒的症狀，如鼻塞、上呼吸道感染等。

## 產品
爽浪在味道分為原味（桉樹、薄荷腦，藍色包裝）、黑加侖子味及維生素C（紫色包裝）、櫻桃味（紅色包裝）、西柚（台灣稱為柚子）味及薄荷腦（粉紅色包裝）、香草（淺綠色包裝），新版更加入黑薄荷（黑色包裝）。而檸檬蜜糖的組合（黃色包裝）和香辣混合味道已經停產，但依然在很多亞洲國家或地區仍有售賣檸檬蜜糖味道的爽浪。在中國大陸只有兩種味道 － 原味和檸檬蜜糖，但有時會有黑加侖子味道可供選擇。
近來，一種爽浪新產品 － Airwaves Active在歐洲和臺灣的市場開始發售。Airwaves Active含有興奮劑瓜拿納（像咖啡因的功用，能令個人變得興奮。在廣告宣傳中，利用了外星人、UFO登陸地球作背景，外星人拿着一包爽浪，在廣告完前，打着口號“進入你的味覺。新Airwaves Active 加入了瓜拿納”。

## 相關遊戲
在遊戲《縱橫諜海：混沌理論》中，爽浪的品牌置入性行銷出現不少次數，主角在一關的開場清晰拿着一包爽浪和進食爽浪，在一幢大廈的頂部加入了爽浪的廣告霓虹燈，還有電台廣播中，曾多次提到爽浪這個品牌的名字等等。

## 代言人
2002年： 3T－鄭希怡、劉思惠及蔣雅文，廣告歌《旋轉樂園》收錄於2002年3T《少女蝶》合輯EP，在該電視廣告中，三女穿上泳衣在水上樂園玩旋轉滑梯，紫色泳衣鄭希怡代表當時新推出黑加侖子味、藍色泳衣劉思惠代表原味、黃色泳衣蔣雅文代表檸檬蜜糖味，當時該電視廣告播放率甚高。

## 外部連結

### 官方網站
- 箭牌官方網站
- 爽浪世界官方網站
- 箭牌中國官方網站
- 爽浪香港官方網站
- 爽浪臺灣官方網站 （页面存档备份，存于）

### 其他網站
- 縱橫諜海：混沌論預覽 Palgn網站 （页面存档备份，存于）
- 縱橫諜海：混沌論預覽 Fragland網站 （页面存档备份，存于）